# Associação das Escolas de Samba de Asakusa

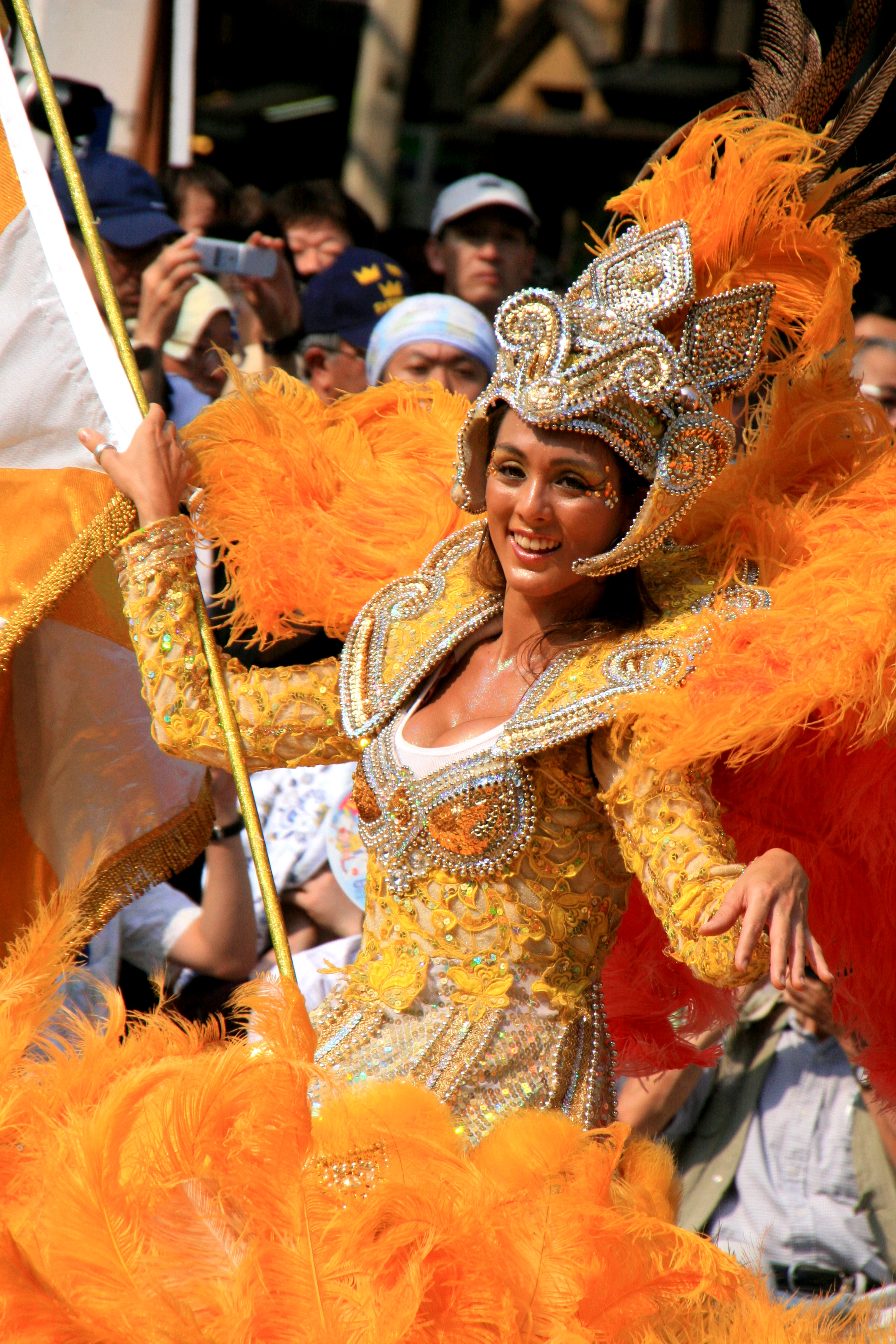
Integrante de uma escola de samba filiada a AESA

A Associação das Escolas de Samba de Asakusa (AESA) é a principal associação que organiza o carnaval do Japão.
Dirigentes das principais escolas de samba de Tóquio, resolveram fundar essa associação no tradicional bairro de Asakusa, onde se realizam os desfiles na capital japonesa desde o final dos anos 70.
A associação já enviou representantes para um congresso de carnaval no Brasil
O desfile pela Asakusa, acontece anualmente, assim como os desfiles brasileiros, e reúne um público de aproximadamente 500.000 pessoas 